# Аннін-тофу
Аннін-тофу (іноді називається в літературі мигдальним тофу, хоча не містить ні тофу, ні мигдалю) — десерт китайської кухні, що нагадує бланманже. Готують з рослинного молока з абрикосових кісточок, агар-агару та цукру.

## Опис
У традиційному рецепті основним ароматизатором є ядра абрикосів, замочені у воді, а потім розтерті. Отриману суміш проціджують, підсолоджують цукром і нагрівають з желюючим агентом (зазвичай агар-агаром). Під час охолодження суміш набуває консистенції желе.

## Назва
Слово «тофу» використовують в назві через певну зовнішню схожість з однойменним соєвим продуктом. Аналогічно, в Японії, страва, приготована з кунжуту і крохмального порошку з рослини кудзу (пуерарія дольчата), яка також не містить сої, називається «кунжутний тофу» (гома-дофу). «Мигдальний тофу» цей продукт називають через термінологічну плутанину: абрикосові кісточки і власне мигдаль у китайській мові мають однакові ієрогліфи. З англійської помилка перекочувала до іншомовних текстів. Крім того, в англомовній традиції цей десерт зазвичай розглядають як різновид пудингу, попри те, що візуально і за консистенцією він більше схожий на желе.

## У масовій культурі
- Мигдальний тофу згадується в комп'ютерній грі Genshin Impact, завдяки чому інтерес до цього продукту виник у світі[3].